# 木島丈一郎
木島 丈一郎（きじま じょういちろう）は、フジテレビ系で放送されたテレビドラマ『踊る大捜査線』（1997年1月 - 3月）シリーズの登場人物、および、映画『交渉人 真下正義』のスピンオフ作品ドラマ『逃亡者 木島丈一郎』の主人公。演じた俳優は寺島進。

## プロフィール
- 警視庁刑事部捜査一課特殊犯捜査一係専任管理官警視。

### 経歴
- 国家公務員第2種試験合格（準キャリア）
- 警察庁入庁
- 勝どき警察署刑事課暴行犯係長
- 警視庁刑事部捜査第四課係長
- 平成16年12月から現職。

### 家族
妻（鵜飼美津子）

## 人物
スピンオフ映画『交渉人 真下正義』で初登場。稲垣や眉田、草壁とは同期であり、眉田からは「きじやん」と呼ばれている。両親は健在だが、ひとりやもめが長年続いている。その見た目や粗暴な言動、暴力犯捜査の経歴が長いことから「その筋の方々」に間違われることも多いが、内向的でナイーブでやや茶目な一面があり、子供の頃は本人曰く「ちょっと浮いていた」らしい。タマという猫を飼っている。木島が過去に関わった事件の被害者・鵜飼美津子（森口瑤子）とは、事件後も彼女のPTSDの治療に付き合ううちに親密な関係となり、以来「丈ちゃん」と呼ばれている。美津子が経営する小料理屋に通っており、ここでは眉田をはじめとする爆発物処理班やSIT、交渉課の面々、果ては特殊急襲部隊（SAT）の草壁に至るまで、警視庁内に多くの飲み仲間がいる。木島自身が思っている以上に、現場レベルの人間からは慕われており、また映画『交渉人 真下正義』やドラマ『逃亡者 木島丈一郎』での町屋刑事部長（後の警察庁次長）の言動などから、幹部レベルの人間からもかなり信頼されているようである。また湾岸署の面々を除いてキャリアである真下正義に面と向かって意見を言える数少ない現場の人間でもある。「俺の勘は外れたことがない」と豪語するほど直感はよく当たるらしく、映画『交渉人 真下正義』では犯人が爆発を3回行うこと、車で移動することなどを当てている。身長165cmと小柄だが、一人で機動隊1個隊を相手にできるほどの体力がある（ドラマ『逃亡者 木島丈一郎』より）。
趣味は映画鑑賞。直属の部下である浅尾裕太（東根作寿英）と木島専用の覆面パトカーの運転手を相当こき使っているが、逆に時折浅尾にキレられると途端に弱腰になることもある。SITの出動服と思われるズボンに赤シャツ・白ネクタイという派手な格好に必ずサングラスを着用している。映画『交渉人 真下正義』からのスピンオフ作品ドラマ『逃亡者 木島丈一郎』ではトレードマークのドカジャンを愛用するようになったエピソードも語られた。
映画『交渉人 真下正義』では、真下の指揮のもと現場での捜査に奔走、仕掛けられた爆弾と実行犯の「弾丸ライナー」を追う。
映画『踊る大捜査線 THE MOVIE3 ヤツらを解放せよ!』にも登場し、青島および鳥飼とともに被疑者である須川圭一の家を捜索する。自分より先に突入した青島を注意し、捜索現場で鳥飼が負傷した事に対して落胆する仕草を見せた。映画『踊る大捜査線 THE FINAL 新たなる希望』には登場しないが、サイドストーリーであるドラマ『深夜も踊る大捜査線 THE FINAL』に主役として登場し、美津子と6年前に結婚していたことが明らかとなる。
主に「バカヤロー」「この野郎」に始まる乱暴なワードを多用するほか、被疑者の行動や心情を推察する際には「裏の裏」という表現を使っている。